# قلعة مسور
قلعة مسور وهي قلعة تاريخية تقع في الناحية الشمالية لمدينة الدمنة التابعة لمديرية خدير عبر طريق متفرع من الخط الرئيس على بعد 13 كيلومتر. شيدت القلعة في أعلى قمة الجبل، حيث يتم الصعود إليها من خلال طريق صاعد، يؤدي إلى المدخل في الناحية الشرقية، وعلى السفح الشرقي من القلعة توجد بقايا أساسات من الأحجار الضخمة، ويتقدم المدخل بقايا بناء مستطيل الشكل كان بمثابة برج دفاعي.

## الوصف المعماري
تبدو القلعة مبنية على هيئة شكل هرمي تتكون من عدة تحصينات، تحيط بها من جميع الجهات على شكل دائري تتخلله أبراج دفاعية، منها برجان يتقدمان المدخل ويقابلهما عقد نصف دائري يقوم على جدارين توجد بها فتحة مربعة كان فيها مدخل لخشبة متينة كمزلاج لغلق الباب. يلي الباب بهو عليه تحصينات من الناحية الشمالية، وبجانب البهو مدخل يؤدي إلى ساحة تحتوي على بركة مبطنة بالحجارة والقضاض، يعلوها بناء مربع بأحجار مهدمة في الناحية الشمالية، يحتمل أن يكون مسجداً، ولا تزال بقايا جدران السور في الناحية الشمالية، ويبدو عليها القدم. وبصورة عامة فإن هناك تجديدات وإضافات أجريت على القلعة خلال فترات متعاقبة من العصر الإسلامي.